# Jacques Otlet
Jacques Otlet (Genval, 5 juni 1948) is een Belgisch politicus van de Mouvement Réformateur.

## Levensloop
Als licentiaat in de Politieke en Diplomatieke Wetenschappen aan de Université libre de Bruxelles, werd hij beroepshalve directeur-beheerder van een zorginstelling in Eigenbrakel.
Hij werd lid van de PRL (de partijnaam van de MR voor 2002) en is voor deze partij sinds 1982 gemeenteraadslid van Ottignies-Louvain-la-Neuve. Eerst was hij in de gemeenteraad PRL-fractieleider, waarna hij er van 1989 tot 1994 OCMW-voorzitter was. In oktober 1994 werd hij burgemeester van Ottignies-Louvain-la-Neuve in een PRL-PSC-coalitie. Als burgemeester was Otlet eveneens belast met de bevoegdheid Financiën. In 2000 eindigde Otlets burgemeesterschap nadat hij en zijn partij in de oppositie belandden.
In juni 1999 volgde hij Serge Kubla op als lid van het Waals Parlement en van het Parlement van de Franse Gemeenschap en bleef zetelen tot aan de verkiezingen van 2004, waarbij hij niet herkozen geraakte. In beide parlementen toonde hij een grote dossierkennis en hij was in het Waals Parlement lid van de commissies Huisvesting en Volksgezondheid.
Van 1995 tot 1999 was hij ook provincieraadslid van Waals-Brabant. Sinds 2012 oefent hij deze functie opnieuw uit.
In 2004 werd hij de politieke secretaris van de Waals-Brabantse MR-afdeling. Bij de federale verkiezingen van 2007 stond hij als eerste opvolger op de lijst van de Kamer van volksvertegenwoordigers in de kieskring Waals-Brabant en van december 2007 tot aan de verkiezingen van 2010 was hij lid van de Kamer ter opvolging van Charles Michel. In 2009 en in 2014 was hij ook kandidaat om in het Waals Parlement en in het Parlement van de Franse Gemeenschap te zetelen, maar werd bij beide verkiezingen niet verkozen.